# The Game Bakers
The Game Bakers est une société française de développement de jeux vidéo. Créée en 2010, la société est basée à Montpellier, en France, elle a été créée par deux anciens salariés d'Ubisoft : Audrey Leprince et Emeric Thoa. La société a principalement développé les jeux Haven, Furi, Squids et Combo Crew.

## Historique
Le studio a été créé en 2010 à Montpellier par Emeric Thoa et Audrey Leprince.
The Game Bakers a dans un premier temps développé des jeux vidéo sur les plateformes mobiles mais la société a ensuite développé sur consoles (PS4, Xbox One) et PC avec le jeu Furi.

## Jeux
| Titre            | Année de sortie | Plateforme(s)                                  |
| ---------------- | --------------- | ---------------------------------------------- |
| Squids           | 2011            | iOS, Android, PC, Mac                          |
| Squids Wild West | 2012            | iOS, Android                                   |
| Combo Crew       | 2013            | iOS, Android                                   |
| Squids Odyssey   | 2014            | Nintendo Wii U, 3DS                            |
| Furi             | 2016            | PlayStation 4, Xbox, Microsoft Windows, Switch |
| Haven            | 2020            | PlayStation 4, Xbox, Microsoft Windows, Switch |
| Cairn            | 2025            | PlayStation 5, Microsoft Windows               |